# Sons of Apollo
Sons of Apollo est un supergroupe de metal progressif américain formé en 2017.

## Biographie
Le claviériste Derek Sherinian et le batteur Mike Portnoy ont joué ensemble dans le groupe Dream Theater, qu'ils quittent respectivement en 1999 et en 2010. Après son départ, Portnoy forme The Winery Dogs en 2012, avec le bassiste Billy Sheehan du groupe Mr. Big, et le guitariste Richie Kotzen également ancien de Mr. Big. En parallèle, Portnoy, Sherinian et Sheehan se regroupent pour une tournée instrumentale en 2012 et 2013 avec Tony MacAlpine, sous le nom PSMS. Ce projet se transforme en groupe à plein temps, avec le chanteur Jeff Scott Soto et le guitariste Ron Thal, ancien de Guns N' Roses.
Le premier album du groupe, Psychotic Symphony, est publié le 20 octobre 2017 via le label InsideOut Music. Un album live, filmé au théâtre romain de Plovdiv en Bulgarie, Live with the Plovdiv Psychotic Symphony, sort le 30 août 2019. Un second album studio, intitulé MMXX, est publié le 17 janvier 2020.

## Membres
- Jeff Scott Soto : chant
- Ron Thal : guitare
- Billy Sheehan : basse
- Derek Sherinian : clavier
- Mike Portnoy : batterie

## Discographie

### Albums studio
- 2017 : Psychotic Symphony
- 2020 : MMXX

### Albums live
- 2019 : Live with the Plovdiv Psychotic Symphony